# Maniola cadusia
Maniola cadusia är en fjärilsart som beskrevs av Lederer 1869. Maniola cadusia ingår i släktet Maniola och familjen praktfjärilar. Inga underarter finns listade i Catalogue of Life.